# Álvaro Benito
Álvaro Antonio de Benito Villar (né le 10 décembre 1976 à Salamanque) est un chanteur, ex-footballeur et entraîneur de football espagnol. Formé dans les catégories inférieures des clubs de football du Real Ávila et du Real Madrid, il occupait le poste de milieu de terrain offensif. Il a disputé son tout premier match en première division avec l’équipe A du Real Madrid, à tout juste 18 ans, le 3 septembre 1995. En 1996, lors de son tout premier match avec la sélection espagnole des moins de 21 ans, il a été victime d’une grave blessure au genou, freinant ainsi une carrière prometteuse. Il a été forcé de prendre sa retraite à seulement 27 ans. 
En 2002, il entame une carrière musicale, en tant que chanteur et guitariste du groupe Pignoise. Au cours de la saison 2015-16, il a débuté comme entraîneur des catégories inférieures du club madrilène, d’abord comme entraîneur de l’équipe alevín « B » (moins de 12 ans) puis depuis le mois de janvier 2016, de l’équipe cadete « A » (moins de 16 ans). Il participe également à de nombreuses émissions, notamment en tant que chroniqueur dans l’émission « El chiringito de Jugones » sur la chaîne de télévision Mega mais aussi au programme radio « Carrusel Deportivo » de la Cadena SER où il commente les matchs du Real Madrid.
Le 1er mars 2019, il est viré en tant qu’entraîneur du Real Madrid de l’équipe jeune après avoir critiqué l’équipe première.

## Carrière sportive

### Débuts
Álvaro Benito a commencé sa carrière de footballeur au Real Ávila, puis à 14 ans, il arrive au centre de formation du Real Madrid. Il jouait en tant que milieu de terrain. Très adroit de son pied gauche, il était doté d’une vitesse et d’une technique hors du commun, qui faisait de lui l’une des plus grandes promesses footballistiques de l’époque. Il faisait partie de ce que les journalistes espagnols appelaient « La quinta Quinta » (traduit littéralement par : la cinquième quinte), emmenée par Raúl, futur meilleur buteur de l’histoire du club (dépassé depuis fin 2015 par Cristiano Ronaldo) et successeur d’Emilio Butragueño, leader de la fameuse « Quinta del Buitre » (nom donné à une grande génération de joueurs du Real Madrid à la fin des années 1980). D’autres joueurs comme Guti, Dani García Lara, Víctor Sánchez, José Antonio García Calvo, Sandro Sierra et Alberto Rivera faisaient partie de cette « quinta ».
Jorge Valdano, entraîneur du Real Madrid lui a donné l’opportunité de disputer son premier match en première division au cours de la saison 1995-96 lors d’une opposition entre le Real Madrid et le Rayo Vallecano. C’est face au Séville FC qu’il marque son premier but en professionnel, qui était seulement son deuxième match en tant que titulaire.  

### Fin de carrière sportive
Avec l’arrivée de Fabio Capello à la tête du Real Madrid, Álvaro Benito se fait une place dans le onze titulaire et enchaîne les bonnes performances. Malheureusement, sa carrière prendra un nouveau tournant le 12 novembre 1996, lors d’un match opposant l’équipe d’Espagne des moins de 21 ans à la Slovaquie, à Las Palmas. Il entre sur le terrain à la 77e minute mais au cours du temps additionnel, il se blesse gravement au genou :rupture du ligament croisé antérieur, aussi appelée « triade » du genou. Après de multiples opérations, il retrouve les terrains en jouant notamment pour l’équipe « B » du Real Madrid, pour CD Tenerife et Getafe FC mais il ne parviendra jamais à récupérer de sa blessure et à retrouver son niveau antérieur. Il met officiellement fin à sa carrière en 2003 après une dernière saison à Getafe où il jouera 7 matchs au total, il n’a alors que 26 ans.
Le bilan de la carrière footballistique d'Álvaro Benito s'élève à 23 matchs en première division (trois buts), 15 matchs en deuxième division (un but), et enfin 34 matchs en troisième division (3 buts), soit un total de 72 matchs en championnat pour sept buts.
Au cours de sa rééducation, il apprend à jouer de la guitare et commence à composer ses premières chansons, comme l’avait fait Julio Iglesias, qui avait vécu une situation similaire dans les années 1960. En 2002, il fonde le groupe de pop rock Pignoise. 

## Carrière musicale
Après sa retraite définitive, Álvaro Benito consacre tout son temps à son autre passion, la musique. Il crée ainsi le groupe de pop rock Pignoise avec Pablo Alonso et Héctor Polo. Après deux premiers albums prometteurs mais au succès mitigé, le groupe se fait connaître grâce à la chanson « Nada que perder », générique de la série à succès « Los hombres de Paco ».
Cet album a permis au groupe de changer de dimension, leur permettant de parcourir toute l’Espagne en 1 an et demi, avec, à la clé, plus de 170 concerts. L’album est même devenu disque de platine et a occupé les premières places des ventes au cours des 19 mois qui ont suivi sa sortie.
Le groupe a également composé la chanson « Pasar de Cuartos » en vue de supporter la sélection espagnole lors de l'Euro 2008, qu’elle finira par remporter. 
Aujourd’hui Pignoise est toujours considéré comme l’un des groupes références du pop rock espagnol. Leur dernier album en date est sorti en octobre 2015, sous le nom de « Lo Que Queda Por Andar ».